# Harmonische Folge

Die ersten 10 Folgeglieder der harmonischen Folge

Die harmonische Folge ist die  mathematische Zahlenfolge der Kehrwerte der positiven ganzen Zahlen, also die Folge
{\displaystyle 1,\;{\frac {1}{2}},\;{\frac {1}{3}},\;{\frac {1}{4}},\;{\frac {1}{5}},\cdots }
mit dem allgemeinen Glied
{\displaystyle a_{n}={\frac {1}{n}}\quad n\geq 1}.
Jedes Glied der harmonischen Folge mit {\displaystyle n\geq 2} ist das harmonische Mittel seiner Nachbarglieder. Die Summation der Folgenglieder ergibt die harmonische Reihe.
Die alternierende harmonische Folge hat das allgemeine Glied
{\displaystyle a_{n}={\frac {\left(-1\right)^{(n+1)}}{n}}\quad n\geq 1}.
Für {\displaystyle k\in \mathbb {N} } ist die verallgemeinerte harmonische Folge die Folge
{\displaystyle \left(a_{n}\right)_{n\in \mathbb {N} }=\left({\frac {1}{n^{k}}}\right)_{n\in \mathbb {N} }=\left(1,\,{\tfrac {1}{2^{k}}},\,{\tfrac {1}{3^{k}}},\,{\tfrac {1}{4^{k}}},\,{\tfrac {1}{5^{k}}},\,\ldots \right)}

## Eigenschaften
- Die harmonische Folge konvergiert gegen Null:{\displaystyle \lim _{n\to \infty }{\tfrac {1}{n}}=0}.

- Die harmonische Folge ist monoton fallend und hat nur strikt positive Folgenglieder.
- Das Maximum der Folgenglieder und damit das Supremum ist 1. Das Infimum der Folgenglieder ist 0, welches aber nicht durch die Folge angenommen wird.